# 537
537 (DXXXVII) var ett normalår som började en torsdag i den julianska kalendern.

## Händelser

### Mars
- Mars – Påven Silverius blir avsatt och landsförvisas till Orienten.
- 29 mars – Sedan Silverius har blivit avsatt tidigare under månaden väljs Vigilius till påve.[1]

### Okänt datum
- Frankerna övertar Provence från visigoterna i Spanien.
- Det legendariska slaget vid Camlann, där Kung Artur och Mordred dödar varandra, utkämpas.
- En pestepidemi utbryter i Irland och Britannien.

## Födda
- Gong av Västra Wei, kinesisk kejsare.
- Wucheng av Norra Qi, kinesisk kejsare.

## Avlidna
- 2 december – Silverius, påve från 536 till mars detta år (död denna dag eller 20 juni året därpå).
- Artur, kung av Britannien (förmodligen detta år).